# Skierniewice
Skierniewice ([scɛrɲɛ'vʲiʦɛ]) is een stad in het Poolse woiwodschap Łódź. De oppervlakte bedraagt 32,86 km², het inwonertal 48.958 (2009).

## Verkeer en vervoer
- Station Skierniewice Rawka

Stadsdistricten:
Łódź · Piotrków Trybunalski · Skierniewice

Districten:
Bełchatów · Brzeziny · Kutno · Łask · Łęczyca · Łowicz · Łódź Oost · Opoczno · Pabianice · Pajęczno · Piotrków · Poddębice · Radomsko · Rawa · Sieradz · Skierniewice · Tomaszów Mazowiecki · Wieluń · Wieruszów · Zduńska Wola · Zgierz